# Zdeněk Schovánek
Zdeněk Schovánek (* 27. dubna 1956) je bývalý český fotbalista, záložník. Po skončení aktivní kariéry působil jako trenér.

## Fotbalová kariéra
V československé lize hrál za Slavii Praha. Nastoupil v 1 utkání. Gól v lize nedal. Ve druhé nejvyšší soutěži hrál za Slovan Liberec. Během vojenské služby hrál za VTJ Tachov.

## Ligová bilance
| Ročník                                   | Zápasy | Góly | Klub           |
| ---------------------------------------- | ------ | ---- | -------------- |
| 2. československá fotbalová liga 1974/75 | -      | -    | Slovan Liberec |
| 1. československá fotbalová liga 1978/79 | 1      | 0    | Slavia Praha   |
| Česká národní fotbalová liga 1981/82     | 29     | 0    | Slovan Liberec |
| Česká národní fotbalová liga 1982/83     | 18     | 4    | Slovan Liberec |
| Česká národní fotbalová liga 1986/87     | 25     | 2    | Slovan Liberec |
| Česká národní fotbalová liga 1987/88     | 16     | 0    | Slovan Liberec |
| Česká národní fotbalová liga 1988/89     | 13     | 0    | Slovan Liberec |
| CELKEM 1. liga                           | 1      | 0    |                |